# 高橋正純のサンスペ・ペテルブルグ
高橋正純のサンスペ・ペテルブルグ（たかはしまさずみ- ）は、静岡エフエム放送（K-MIX）で放送されていたラジオ番組（単発番組）である。
番組経緯は、高橋正純#K-MIXでのエピソードを参照のこと。

## 番組一覧
- 第1回（2008年4月6日放送）
『高橋正純のサンスペ・ペテルブルグ（仮）』
- 第2回（2008年5月4日放送）
『高橋正純のサンスペ・ペテルブルグ（笑）』
- 第3回（2008年6月8日放送）
『高橋正純のサンスペ・ペテルブルグ（謎）（解）（犯）はお前だ！』
- 第4回（2008年12月14日放送）
『高橋正純のサンスペ・ペテルブルグ〜ザッツ・デミー・賞！〜』
- 第5回（2010年4月4日放送）
『高橋正純のサンスペ・ペテルブルグ（HACHI）〜帰ってきたご主人様〜』

## 出演者
- 高橋正純 - DJ（番組内ではキャプテン、または船長と呼ばれることもある）
- ヌキチ - ディレクター（以下クルーと呼ばれている）
- 生徒会長コバヤシ - AD
- 日吉浩之 - プロデューサー